# Bahnhof Stuttgart Nord
Der Bahnhof Stuttgart Nord in Stuttgart besteht aus einem Haltepunkt der Stuttgarter S-Bahn und einem Güterbahnhof.

## Geschichte
Aufgrund des ansteigenden Verkehrsaufkommens benötigten die Königlich Württembergischen Staats-Eisenbahnen weitere Lokomotiven. Für die Errichtung einer Lokomotivremise mit 59 Lokomotivständen und einem Güterbahnhof erwarb die Staatsbahn 1891 das Gelände auf der Prag, an der Gabelung von Gäubahn und Nordbahn. Zwei Jahre später, im Jahr 1893, begannen die Bauarbeiten. Ziel war es den Stuttgarter Zentralbahnhof zu entlasten. Hierfür wurden auch Verbindungsgleise gelegt, um die von Feuerbach kommenden Güterzüge direkt auf die Gäubahn zu leiten.
Im April 1894 war die Einweihung des Bahnbetriebswerks. Am 1. November 1895 wurde am Prag-Güterbahnhof der Betrieb aufgenommen. Er verfügte auch über eine Militärrampe und eine Verladestelle für die Fäkalienabfuhr.
Das Gelände auf der Prag entwickelte sich zu einer Vorstadt mit neuen Wohnungen, die die königliche Eisenbahnverwaltung ab 1894 erbauen ließ. Diese beschloss zudem auf Cannstatter Gemarkung, an der Ludwigsburger Straße (seit 1936 Nordbahnhofstraße), eine Station für den Personenverkehr zu errichten. Der Haltepunkt Prag wurde am 1. Oktober 1896 seiner Bestimmung übergeben. Die Umbenennung in Stuttgart Nordbahnhof erfolgte sehr rasch um eine Verwechslung mit der böhmischen Hauptstadt zu vermeiden. Das Empfangsgebäude mit Dienst- und Warteraum stand am Gleis Richtung Feuerbach. Am Gleis Richtung Stuttgart Hauptbahnhof befand sich eine Wartehalle. Über einen eisernen Fußgängersteg konnte der Güterbahnhof erreicht werden.

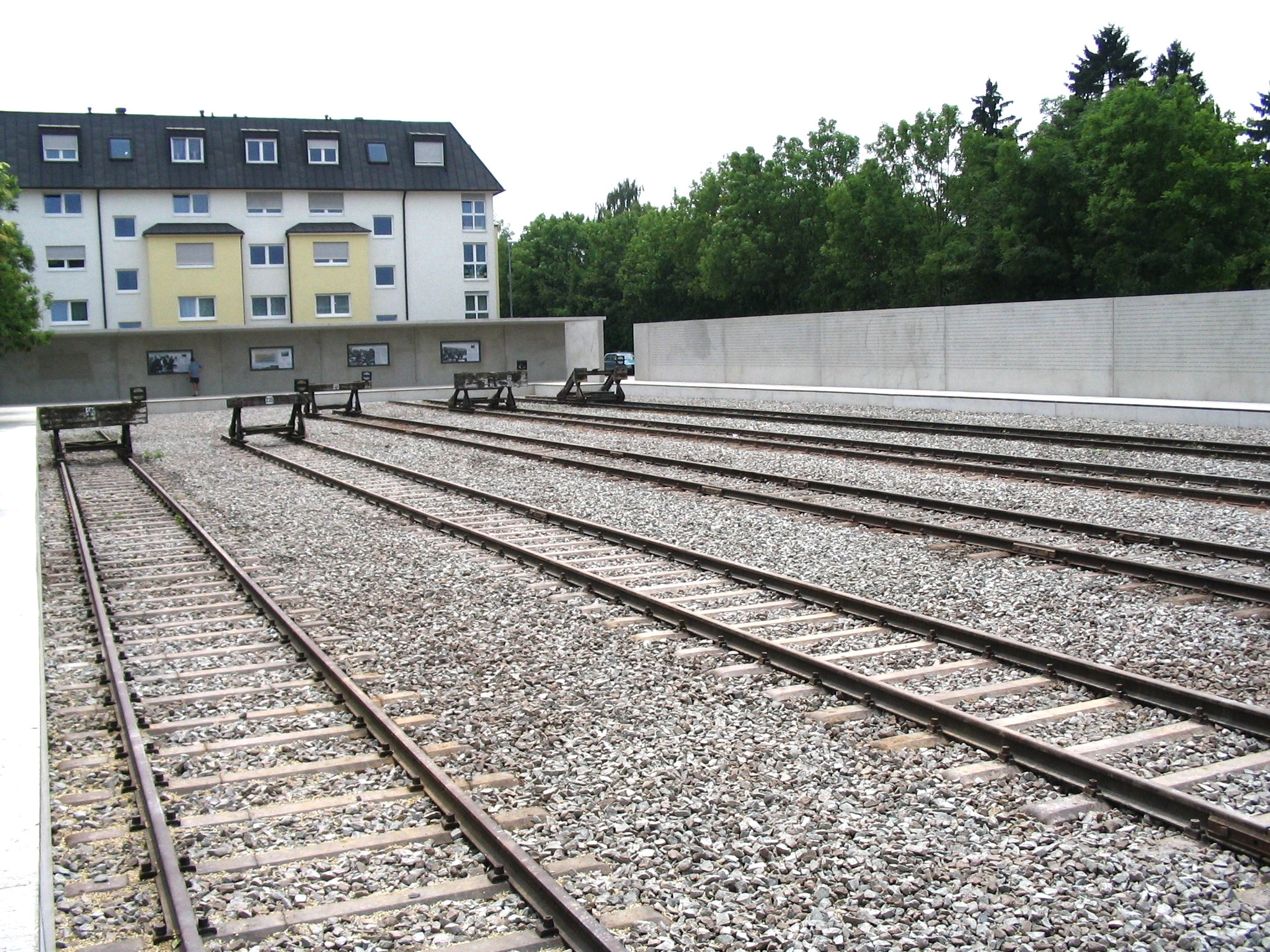
Die Gedenkstätte befindet sich an Stelle des alten Nordbahnhofs

1908 begann der viergleisige Ausbau für den Stuttgarter Vorortverkehr zwischen Stuttgart Hbf und Ludwigsburg, der nahezu eine komplette Verlegung der Gleise und einen Umbau des Nordbahnhofs mit sich führte. Die Inbetriebnahme der Rankbachbahn 1915 und des Rangierbahnhofs in Kornwestheim 1918 entlasteten den neuen Güterbahnhof, der ab dieser Zeit auch die Bezeichnung Stuttgart Nord Gbf trug. Am 16. November 1925 gingen die Vorortgleise in Betrieb. Der Haltepunkt für den Personenverkehr, teilweise als Stuttgart Nord Pbf bezeichnet, entstand am neu geschaffenen Durchlass der Ludwigsburger Straße. Das Bahnbetriebswerk bekam eine neue Funktion als Hauptwerkstatt und nach dem Zweiten Weltkrieg als Ausbesserungswerk.
Zwischen 1941 und 1945 wurden an den Freiladegleisen des Inneren Nordbahnhofs über 2.200 Juden aus ganz Württemberg nach Theresienstadt, Auschwitz, Riga und Izbica deportiert. An dieses Ereignis erinnert seit 2006 die Gedenkstätte am Nordbahnhof.

### Ausblick
Im Zuge des Projekts Stuttgart 21 soll der Bahnhof zu einem Haltepunkt an den S-Bahn-Gleisen ohne weitere Gleisanlagen zurückgebaut werden. Am südlichen Bahnsteigende sollen die Einfahrsignale für den Bahnhof Mittnachtstraße stehen. Fern- und Regionalzüge sollen dann zwischen Hauptbahnhof und Feuerbach durch den Tunnel Feuerbach verkehren und damit den Nordbahnhof umgehen.
Der am Nordbahnhof eingerichtete Umschlagplatz für beim Vortrieb des Projekts Stuttgart 21 anfallende Aushub soll Ende 2018 geschlossen werden. Die übrigen Mengen, etwa acht Prozent des Gesamtaushubs, sollen anschließend auf der Straße transportiert werden.
Zur Einbindung der Gäubahn sollte ein „Nordhalt“ im Bereich des Eckartshaldenwegs entstehen. Im November 2021 wurden entsprechende Planungsleistungen ausgeschrieben und im März 2022 vergeben. Die Inbetriebnahme war zwischenzeitlich für 2027 geplant.
Der zukünftige Haltepunkt bildet vorerst die Grenze des mit ETCS ausgerüsteten Bereichs der S-Bahn-Stammstrecke Stuttgart. Züge Richtung Mittnachtstraße wechseln zukünftig nach Abfahrt in Stuttgart Nord nach ETCS. Die Inbetriebnahme ist inzwischen für Mitte 2027 vorgesehen.

### Option Nordkreuz
Im Rahmen von Stuttgart 21 soll – in Verbindung mit der so genannten T-Spange – die Option eines als Nordkreuz bezeichneten S-Bahn-Verknüpfungspunktes im Bereich des Nordbahnhofs offen gehalten werden. Neben den bestehenden Verknüpfungen Richtung Feuerbach und Hauptbahnhof ist dabei auch eine neue Strecke nach Bad Cannstatt (T-Spange) geplant. Die Gäubahn würde im Rahmen dieser Option dabei, einschließlich der bestehenden Verknüpfungen von Feuerbach und Vaihingen, erhalten bleiben.
Die vorgesehenen Trassen wurden für eine Entwurfsgeschwindigkeit von 80 km/h und eine maximale Längsneigung von 39 Promille ausgelegt. Die im Zuge der Maßnahmen geplante Haltestelle Stuttgart Nord (tief) soll nach den Planungen unterhalb der heutigen Fernbahngleise und Ehmannstraße liegen, rund 10 m unter dem Gelände. Ein 9 m breiter Mittelbahnsteig soll mit dem bestehenden Haltepunkt der S-Bahn und der Stadtbahnhaltestelle Nordbahnhof verknüpft werden. Die Trasse würde im Bereich des neuen Haltepunkts dabei in einer Geraden liegen und mit 2,5 Promille längs geneigt sein. Die Errichtung der Haltestelle würde in offener Bauweise erfolgen.
Das Nordkreuz ging aus verschiedenen Überlegungen zur Steigerung der Zugzahlen im S-Bahn-System Stuttgart hervor. Darauf aufbauend wurde eine Machbarkeitsstudie entwickelt, die Ende der 1990er Jahre vorlag. Die Option soll realisiert werden, wenn zukünftig ein ausreichendes Verkehrsbedürfnis bestehe. Damit würden S-Bahn-Züge den S-Bahn-Stammstreckentunnel über die Gäubahn umgehen. In diesem Zusammenhang geplante neue Linien sollen derart mit den bestehenden Radiallinien verknüpft werden, dass alle Haltestellen des S-Bahn-Systems mit höchstens einem Umsteigevorgang erreicht werden können. Die über das Nordkreuz geführten Tangentiallinien würden dabei in Bad Cannstatt, Feuerbach und Vaihingen mit den über die Stammstrecke geführten Radiallinien verknüpft, an den Stationen Mittnachtstraße, Nordbahnhof und Pragfriedhof bestünden ferner Übergänge zur Stadtbahn.
Die Option ging als Forderung dem Raumordnungsverfahren des Projekts hervor. Der Verband Region Stuttgart hatte in einer Machbarkeitsstudie außerhalb des Projekts Stuttgart 21 mögliche Trassen zur planerischen Berücksichtigung im Rahmen der Realisierung von Stuttgart 21 untersuchen lassen. Das Ergebnis dieser Machbarkeitsstudie wurde nach DB-Angaben in die Planung des Projekts Stuttgart 21 einbezogen. Bauliche Maßnahmen im Zuge des Projekts Stuttgart 21 seien nicht erforderlich.
Die Realisierung ist für die Zeit nach der Realisierung von Stuttgart 21 vorgesehen. Die Kosten für das Nordkreuz wurden (Stand: 1997) mit rund 250 Millionen D-Mark kalkuliert. Der Verkehrsclub Deutschland schätzt die Kosten für T-Spange und Nordkreuz auf insgesamt 215 Millionen Euro (Stand: 2010).
Im Rahmen einer 2017 durch den Verband Region Stuttgart vorgelegten Machbarkeitsstudie wurden die Planung weiterentwickelt. Zu Preisen von 2016 sei für das Gesamtpaket (Haltepunkt an der Heilbronner Straße, Anbindung Richtung Feuerbach und Bad Cannstatt sowie T-Spange und 3. Pragtunnel-Röhre) mit Kosten von rund 550 Millionen Euro zu rechnen.
Die seit 2021 regierende grün-schwarze Koalition der Landesregierung spricht sich in ihrem Koalitionsvertrag für das Nordkreuz aus, als eine von mehreren Maßnahmen für einen Kapazitätsausbau und eine verbesserte Robustheit bei Störfällen. Laut einem im März 2023 vorgelegten Konzept soll das Nordkreuz zu einem „Nahverkehrsdreieck“ weiterentwickelt werden. Eine 2,1 km lange Regional-T-Spange soll nun nicht mehr die S-Bahn-, sondern die Fern- und Regionalgleise zwischen Feuerbach und Bad Cannstatt miteinander verbunden werden, um planmäßig und außerplanmäßig Regionalverkehre tangential (am Hauptbahnhof vorbei) zu führen. Die Gäubahn soll in beiden Richtungen mittels einer 1,0 bzw. 1,8 km langen Strecke an die S-Bahn-Gleise angeschlossen werden und „S-Bahn-ähnliche Produkte“ aufnehmen.

## Bahnbetrieb

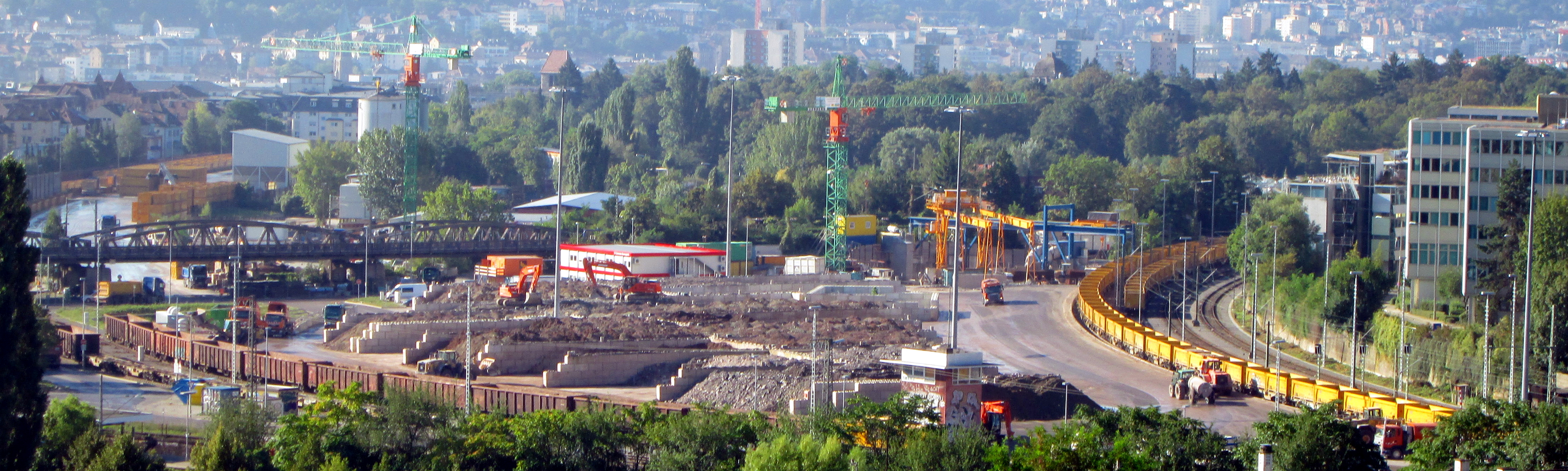
Baulogistikfläche für Stuttgart 21 auf dem Güterbahnhofsgelände (2016). Links Brücke der Gäubahn.

Der Haltepunkt verfügt über einen Inselbahnsteig mit Zugangsmöglichkeiten von der Nordbahnhofstraße und dem Brünner Steg und wird von den Linien S4, S5 und S6 der S-Bahn Stuttgart bedient.
Gleis 3 ist den S-Bahnen nach Backnang, Bietigheim, Böblingen und Weil der Stadt zugeordnet, Gleis 4 den S-Bahnen nach Stuttgart Schwabstraße. Die etwas höher gelegenen Gleise 1 und 2 dienen dem Fern- und Regionalverkehr und haben keine Bahnsteige. Neben Gleis 4 verliefen in Richtung Hauptbahnhof zwei ebenfalls höher gelegene Gütergleise, welche sich unmittelbar nach dem Nordbahnhof zu einem Gleis verengten. Diese wurden durch eine für das Bahnprojekt Stuttgart 21 auf dem Planum angelegte Baulogistikstraße ersetzt. 
Stuttgart Nordbahnhof gehört bei der Deutschen Bahn AG der Preisklasse 5 an.
Die Signalanlagen des Bahnhofs werden aus dem 1973 in Betrieb genommenen SpDr-L60-Stellwerk Zuffenhausen fernbedient. Der nur noch selten bediente Güterbahnhof verfügt über ein gefächertes Gleisfeld mit mehreren Kopfgleisen. Ein ungenutztes Stellwerk mit der Aufschrift Stuttgart Nord R1 steht am Übergang zur Frankenbahn. Das Gebäude des Bahnbetriebswerks ist heute noch erhalten und wird als Veranstaltungszentrum genutzt.

### S-Bahn

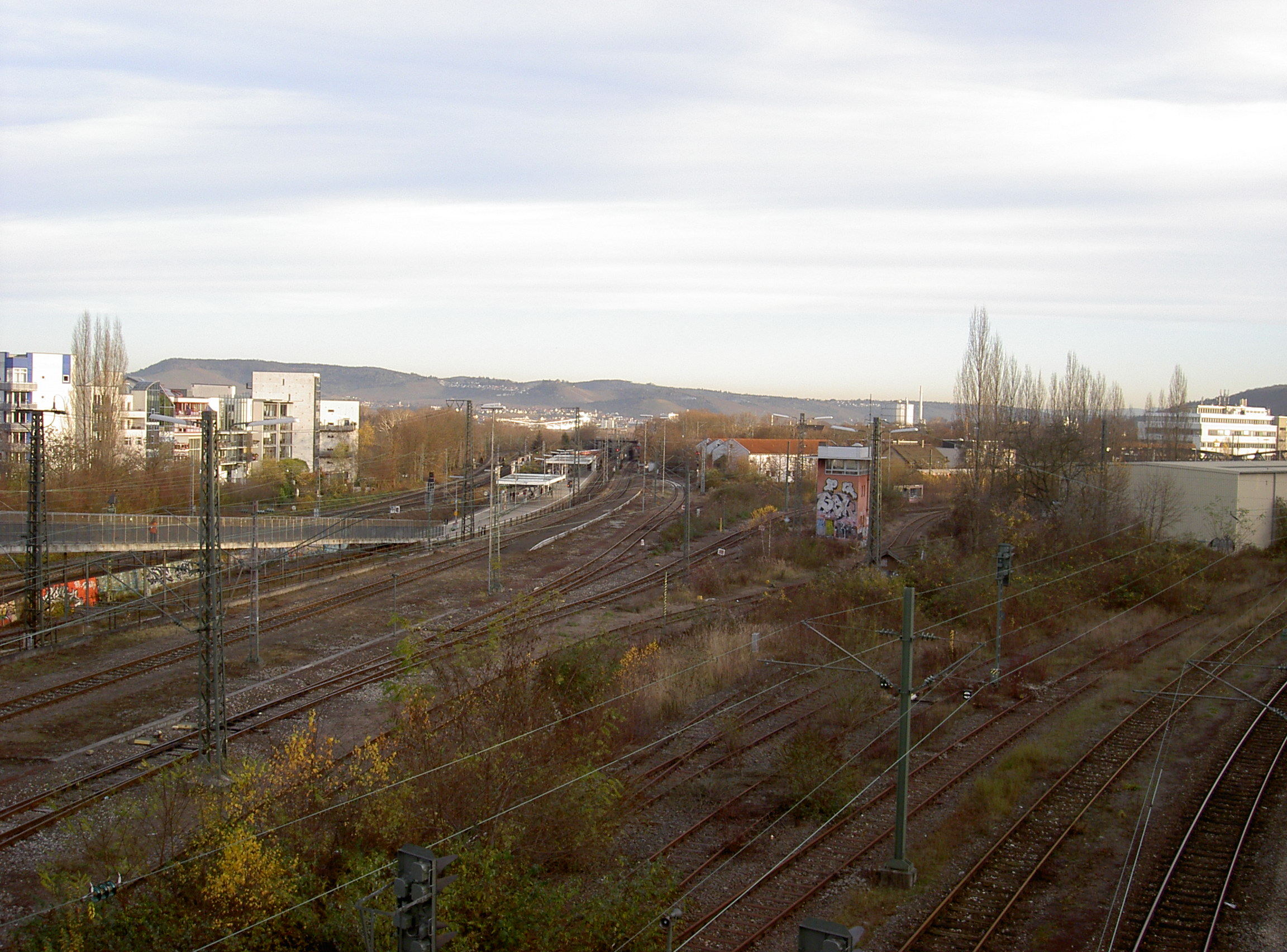
Blick auf den Äußeren Nordbahnhof (November 2009)

| Linie | Strecke |
| ----- | --- |
| S 4   | Backnang – Marbach – Ludwigsburg – Zuffenhausen – Hauptbahnhof – Schwabstraße                                                                           |
| S 5   | Bietigheim – Ludwigsburg – Zuffenhausen – Hauptbahnhof – Schwabstraße                                                                                   |
| S 6   | Weil der Stadt – Renningen – Leonberg – Zuffenhausen – Hauptbahnhof – Schwabstraße (Verstärkerzüge im Berufsverkehr zwischen Leonberg und Schwabstraße) |
| S 60  | Böblingen – Sindelfingen – Magstadt – Renningen – Leonberg – Zuffenhausen – Hauptbahnhof – Schwabstraße                                                 |

### Stadtbahn
Die Haltestelle Nordbahnhof wird von der Stadtbahnlinie U12 bedient, sie verkehrt von Remseck nach Dürrlewang. Über den Brünner Steg und den Bombaysteg kann außerdem die Haltestelle Löwentorbrücke in der Heilbronner Straße erreicht werden. Dort verkehren die Stadtbahnlinien U6, U7 und U15.